# For Lies I Sire
For Lies I Sire è il decimo album del gruppo musicale doom metal britannico My Dying Bride.
L'album vede l'innesto in formazione della violinista Katie Stone, del batterista Dan "Storm" Mullins e della bassista Lena Abè.
Il disco ha raggiunto nel 2009 la posizione #24 nella classifica finlandese degli album.

## Tracce
1. My Body, a Funeral – 7:15
2. Fall With Me – 6:47
3. The Lies I Sire – 5:29
4. Bring Me Victory – 4:08
5. Echoes from a Hollow Soul – 7:19
6. ShadowHaunt – 4:37
7. Santuario di Sangue – 8:27
8. A Chapter in Loathing – 4:46
9. Death Triumphant – 11:06

## Formazione
- Aaron Stainthorpe - voce
- Andrew Craighan - chitarra
- Hamish Glencross - chitarra
- Lena Abè - basso
- Katie Stone - violino, tastiere
- Dan "Storm" Mullins - batteria